# Thüga
Die Thüga Holding GmbH & Co. KGaA mit Sitz in München ist ein kommunaler Energie- und Wasserdienstleistungskonzern, der aus der 1867 in Gotha gegründeten Thüringer Gasgesellschaft (Thüringer Gas) hervorging und heute mit rund 100 Stadtwerken das größte Netzwerk kommunaler Dienstleister in Deutschland ist. Die Mehrheit der Anteile an den Stadtwerken und Regionalversorgern halten in der Regel Städte und Gemeinden, die Thüga ist als Minderheitsgesellschafterin beteiligt.

## Geschichte

### Gründung und frühe Jahre
Die Thüga geht zurück auf die 1867 in Gotha (Thüringen) von Theodor Weigel gegründete Thüringer Gasgesellschaft (ThGG). Zunächst erwarb das Unternehmen zwei Gaswerke in Aschersleben und Bitterfeld. Es begann mit der Gasversorgung der im Zuge der Industrialisierung aufstrebenden sächsischen Großstadt. Bald schon wurde der Unternehmenssitz nach Leipzig verlegt, von wo der weitere Ausbau der Gasversorgung in Sachsen vollzogen wurde.
Um 1900 zählte die Thüga zu den größten Gasversorgern im damaligen Deutschen Reich mit Schwerpunkt auf Sachsen und Thüringen. 1913 wurde mit Aufnahme der Versorgungstätigkeit im bayerischen Raum der Grundstein für die reichsweite Expansion gelegt. Ab den 1920er Jahren dehnte die Thüga ihre Tätigkeit nach Baden-Württemberg aus. Im Harz und in Niedersachsen entstanden mit Werken in Bad Harzburg (später Goslar), Osterode, Kassel und Sarstedt neue Schwerpunkte. Einige Jahre später erwarb die ThGG die Mehrheit an der Aktiengesellschaft für Licht- und Kraftversorgung (LUK), München, sowie Anteile an der Rheinische Wasserwerks Gesellschaft. 1930 erwarben die Preussische Elektrizitäts AG und die Elektra AG, Dresden (ab 1918: Aktiengesellschaft Sächsische Werke, ASW), zu gleichen Teilen die Mehrheit an der ThGG.
In den Jahren 1930 bis 1939 dehnten sich die energiewirtschaftlichen Aktivitäten vom Rhein bis nach Ostpreußen und von der Nordsee bis über die südlichen Landesgrenzen hinaus aus. 1948 wurde das gesamte Vermögen der ThGG außerhalb der neu entstehenden Bundesrepublik enteignet. Köln wurde neuer Firmensitz. Einen Schwerpunkt bildete nun Bayern, wo sich die Thüga an zahlreichen regionalen Energieversorgern und Stadtwerken beteiligte. 1972 übernahm Thüga erstmals eine Minderheitsbeteiligung an einem größeren deutschen Stadtwerk, der Freiburger Energie- und Wasserversorgungs-AG (heute Badenova), seit den 1970ern folgten weitere Anteilskäufe nach diesem Muster. 1979 fusionierte das Unternehmen mit seiner Tochter LUK, verlegte seinen Unternehmenssitz nach München und firmierte fortan unter Thüringer Gas Aktiengesellschaft (Thüga).

Aktie über 50 DM der Thüga AG vom September 1986

Mitte der 1980er Jahre bestand der Konzern aus 27 Beteiligungen an regionalen Versorgern, das eigene Gasgeschäft rückte zunehmend in den Hintergrund. 1986 wurde der Unternehmensname auch offiziell in die bereits gebräuchliche Abkürzung Thüga AG umbenannt, wodurch auch die Abkehr vom einstigen Kerngeschäft Gas verdeutlicht werden sollte. Zwischen 1991 und 1996 investierte die Thüga rund 1,1 Mrd. DM in ehemals staatliche ostdeutsche Energieversorger, vornehmlich im einstigen Stammgebiet Sachsen, Sachsen-Anhalt und Thüringen. 1998 erwarb die Thüga zusätzliche Anteile an der aus dem Zusammenschluss der Versorgungsbetriebe der Stadt Frankfurt am Main, der Stadtwerke Frankfurt am Main GmbH und der Maingas AG, hervorgegangenen Mainova AG und war damit zu 24,0 Prozent beteiligt. Eine breit angelegte Akquisition von Stadtwerken in Rheinland-Pfalz begann.
Im Jahr 2000 schlossen sich große und kleine Stadtwerke in ganz Deutschland, insbesondere in Rheinland-Pfalz, Hessen, Baden-Württemberg und Niedersachsen, der Thüga-Gruppe an. Gleichzeitig entwickelten sich in der Thüga-Gruppe unterschiedliche Formen der Zusammenarbeit wie Fusionen und Zusammenführungen.

### Neuordnung unter dem Dach der E.ON
2001 kam es infolge kartellrechtlicher Auflagen im Zusammenhang mit den Fusionen VEBA/VIAG und RWE/VEW zur Realteilung der Rhenag AG, Köln. An der neu gegründeten Thüga Beteiligungen Aktiengesellschaft (ThüBet) hielt die Thüga die Mehrheit der Stimmen. Der ThüBet wurden 18 Beteiligungen der ehemaligen Rhenag in Hessen, Rheinland-Pfalz und Sachsen zugeordnet. Die Contigas gliederte wesentliche Teile des Geschäftsbetriebs in die Thüga aus und wurde Gesellschafter der Thüga. Die Thüga-Gruppe stellte damit das bundesweit größte Netzwerk lokaler und regionaler Energieversorger dar, an denen kommunale Partner die Mehrheit halten. Nachdem sie zunächst als Beteiligung der E.ON AG gehalten wurde, gehörte die Thüga AG seit Dezember 2004 über die hundertprozentige E.ON-Tochter E.ON Ruhrgas Thüga Holding GmbH zu E.ON Ruhrgas, einem Teilbereich des E.ON-Konzerns.

### Kauf durch Integra/Kom9
Kommunale Unternehmen, organisiert in den Konsortien Integra und Kom9 GmbH & Co. KG, kauften 2009 die bis dahin von E.ON gehaltenen Anteile an der Thüga Holding GmbH & Co. KGaA. Der Kauf wurde zum 1. Dezember 2009 wirksam.
Die Integra-Konsorten Enercity, Mainova und N-ERGIE kauften jeweils 20,53 Prozent der Thüga-Anteile; die Stadtwerkegruppe Kom9 kaufte 38,41 Prozent der Anteile. Diese hält 81,10 Prozent an der Thüga Aktiengesellschaft sowie weitere 18,90 Prozent über die 100-prozentige Tochtergesellschaft CONTIGAS Deutsche Energie-Aktiengesellschaft.
Die Thüga-Beteiligungen an der GASAG, an der HEAG Südhessische Energie, an den Stadtwerken Duisburg und an den Stadtwerken Karlsruhe wurden gemäß Kaufvertrag an die E.ON Ruhrgas übertragen.

### Weitere Entwicklung
Mit Wirkung zum 1. Januar 2009 übertrug die Thüga eigentumsrechtlich ihre Gas- und Stromversorgungsnetze an die Thüga Energienetze GmbH und bündelte die Vertriebsaktivitäten in der Thüga Energie GmbH. Mit wirtschaftlicher Wirkung zum 1. Januar 2010 beteiligte sich Thüga mit 25,1 Prozent an dem in Schwerin ansässigen Regionalversorger WEMAG. Die Thüga erwarb 24,9 Prozent an der Städtische Werke Aktiengesellschaft, Kassel, sowie 20,0 Prozent an der Stadtwerke Energie Jena-Pößneck. 2011 erwarb Thüga 20,0 Prozent an der Stadtwerke Freudenstadt.
Im Dezember 2012 beteiligte sich Thüga mittelbar über die 57,5%ige Beteiligung an der EKO2 GmbH an der Koblenzer Elektrizitätswerk und Verkehrs-AG. In Thüringen verstärkte Thüga im Jahr 2013 ihr Engagement und übernahm 15,2 Prozent der Aktien an der TEAG Thüringer Energie. Nach der Verschmelzung der Energieversorgung Mittelrhein GmbH auf die Koblenzer Elektrizitätswerk und Verkehrs-AG ist Thüga mittelbar über die EKO2 GmbH mit 39,97 Prozent an der heutigen Energieversorgung Mittelrhein beteiligt. Die von Thüga gehaltenen Anteile in Höhe von 10,0 Prozent an der Frankengas GmbH wurden im Jahr 2014 an die N-ERGIE veräußert.
Im Jahr 2018 beteiligte sich Thüga mit 24,8 Prozent am Braunschweiger Regionalversorger BS Energy. Neben der Thüga sind Veolia Deutschland (50,1 Prozent) und die Stadt Braunschweig mit 25,1 Prozent an dem Unternehmen beteiligt. Im Oktober 2022 beteiligte sich Thüga mit 12,55 Prozent an den Stadtwerken Rostock. Die weiteren Anteile an dem Rostocker Unternehmen werden von der Stadt Rostock und der VNG AG gehalten. Im Frühjahr 2023 stiegen Thüga und die N-ERGIE mit jeweils 15 Prozent bei den Stadtwerken Ingolstadt ein.
Zur Thüga gehören außerdem mehrere Plattformgesellschaften, die als Dienstleister für die Gruppe agieren. Diese konzentrieren sich auf Spezialgebiete von Versicherungsleistungen (Maklertätigkeit) über Kunden- und Messservice bis Datenmanagement. Seit dem Jahr 2013 wurden Start-up-Unternehmen eingebunden und komplettieren das Produkt-Portfolio der Plattformen. Sie bieten Lösungen mit innovativen Ideen, wie Big-Data-Analysen, Vergleichsportalen im Internet oder Abrechnungssystemen für Ladesäulen.

## Geschäftstätigkeit
Die Thüga Holding GmbH & Co. KGaA ist die nicht börsennotierte Muttergesellschaft des Thüga Holding-Konzerns. Komplementärgesellschaft der Thüga Holding ist die Thüga Management GmbH. Die Kapitalanteile der Thüga Holding werden zu jeweils rund 20,53 Prozent von der Mainova Aktiengesellschaft², der N-ERGIE Aktiengesellschaft und der enercity Aktiengesellschaft gehalten. Weitere rund 38,41 Prozent der Anteile an der Thüga Holding hält die Kom9 GmbH & Co. KG², ein Zusammenschluss aus 53 lokalen und regionalen Energie- und Wasserversorgungsunternehmen.
Thüga ist als Minderheitspartner Teil des bundesweit größten Netzwerks kommunaler Energie- und Wasserversorger. Ihre Aufgaben umfassen Beratung und Dienstleistungen für die Partnerunternehmen.

### Geschäftsführung
Die Geschäftsführung erfolgt durch die Komplementärin, die Thüga Management GmbH.
- Constantin Alsheimer, Vorsitzender, zugleich Vorsitzender des Vorstands der Thüga Aktiengesellschaft
- Matthias Cord, stellvertretender Vorsitzender, zugleich stellvertretender Vorsitzender des Vorstands der Thüga Aktiengesellschaft
- Anne Rethmann, zugleich Mitglied des Vorstands der Thüga Aktiengesellschaft

Stand: 1. Mai 2024

## Kritik
Über die Tochter Thüga Energie GmbH ist die Thüga Holding ein Mitglied im Lobbyverein Zukunft Gas.